# Vicente Benavides
Vicente Benavides Llanos (Quirihue, Provincia del Itata, 1777 o 1787-Santiago, 23 de febrero de 1822) fue un militar chileno, perteneciente al bando realista. Caudillo de los últimos reductos realistas durante la Guerra de Independencia de Chile (1812-1826).

## Antecedentes biográficos
Fue hijo de Toribio Benavides, alcalde de la cárcel de Quirihue, y María Isabel Llanos.
Adquirió sus primeras letras en su pueblo natal, donde se desempeñó desde muy joven como funcionario del Real Estanco de Tabacos, encargado de transportar sus caudales entre los pueblos del sur y Santiago.
La revolución de 1810 lo sorprendió en este último punto enrolándose, al igual que tantos otros, en el mítico regimiento Granaderos de Chile. En este último alcanzó el grado de sargento, participando luego en la división auxiliar enviada a los patriotas de Buenos Aires (1811) bajo la dirección del coronel Pedro Andrés del Alcázar.

## Los inicios de la guerra
De regreso en Concepción, figura como sargento de los Húsares de la Gran Guardia (1813), bajo las órdenes del joven José Miguel Carrera. Sin embargo, es durante este periodo cuando deserta de las filas patriotas, al parecer, influido por los malos tratos que le habrían infligido los hermanos de este último, bien por el delicado estado que asumía la guerra en ese mismo momento.
Lo cierto fue que, a principios de otoño, fue capturado por los patriotas en la batalla de Membrillar (20 de marzo de 1814), siendo luego trasladado al norte, en espera de su inminente ejecución. Bajo estas circunstancias, el 4 de abril de 1814, logró librarse de sus captores a la altura del río Achibueno –al sur de Linares–, en medio de un catastrófico incendio cuya autoría aún se discute. Una situación no menor, si se considera la frustración de los planes de estos últimos de querer atacar por sorpresa al enemigo la misma noche del atentado.
A partir de entonces, y hasta el final de aquella primera campaña, Benavides ingresó formalmente, y en calidad de sargento, al batallón de Infantería ligera Concepción, distinguiéndose en el sitio de Rancagua (1 y 2 de octubre de 1814), tras lo cual fue ascendido a subteniente.

## Una álgida carrera
Durante el periodo de restauración monárquica (1814-1817), Benavides se mantuvo sirviendo en el Batallón Concepción, guarneciendo por algún tiempo el puerto de Valparaíso, desde donde es finalmente transferido con destino a la ciudad de Concepción. Allí, en el verano de 1816, contrajo matrimonio con una dama de orígenes aristocráticos, la bella doña Teresa Ferrer y Santiváñez Roa, hija de Pedro Ferrer, intendente de Concepción y posiblemente de María Santiváñez Roa, quien murió en 1860 tras años de una solitaria y oculta viudez en Concepción.
Las buenas nuevas de su vida quedarían en ascuas tras la derrota de sus pares en Chacabuco (febrero de 1817), tras lo cual debe replegarse junto a los restos del ejército realista a la vecina plaza de Talcahuano, donde participa activamente en las obras de fortificación y defensa de aquel puerto, bajo las órdenes del intendente José Ordóñez. Mientras permanecía sitiado, es incitado a desertar de las filas realistas por el brigadier argentino Juan Gregorio Las Heras, sin embargo, estos ofrecimientos resultaron inútiles frente al joven oficial realista. Por el contrario, hacia fines de ese año Benavides comanda una violenta campaña de guerrillas, las que se internan en el corazón mismo de La Frontera hostilizando a las fuerzas insurgentes con el apoyo incondicional de los mapuche. A esas alturas es ascendido a capitán.

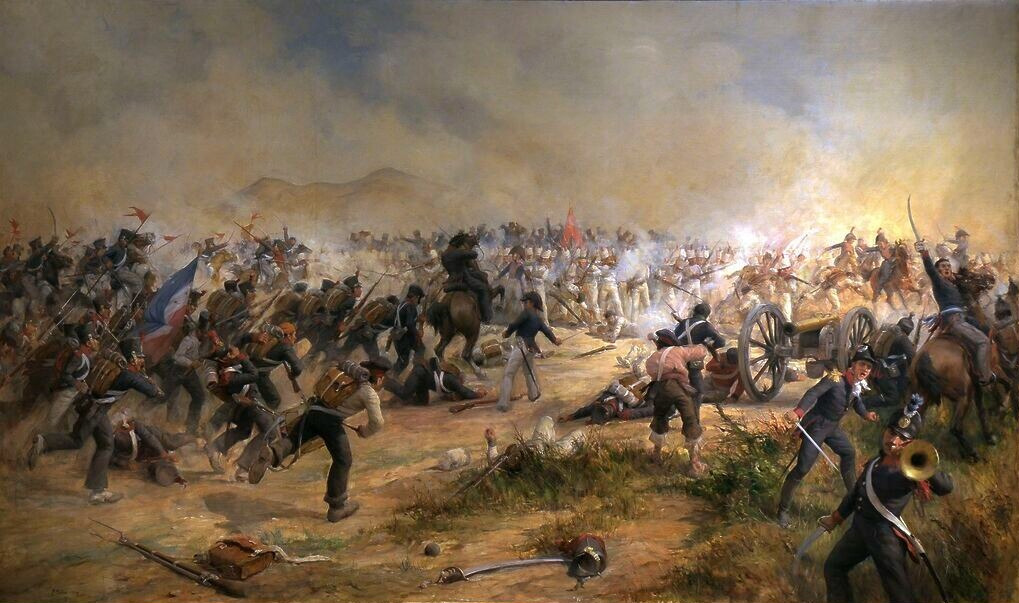
Batalla de Maipú.

Su carrera militar sufre un giro tras la batalla de Maipú (5 de abril de 1818), lugar donde nuevamente es tomado prisionero, esta vez en compañía de su hermano Timoteo. En ese momento, ya ambos eran sindicados como peligrosos agentes realistas, lo que junto a los recuerdos de la campaña del año anterior, generó una fuerte odiosidad a su alrededor. De ahí que ambos fueran inmediatamente sentenciados a muerte, en lo que sería la primera pena capital tras la memorable batalla. 
Pese a lo anterior, influyentes amistades logran salvarlos del cadalso –por lo menos temporalmente– ya que dos o tres meses más tarde ambos serían furtivamente fusilados a las afueras de Santiago, esta vez por orden directa del Director Supremo. 
Sin embargo un hecho providencial salvó la vida del joven realista, pese a que la trágica muerte de su hermano y las graves heridas propinadas por sus verdugos lo dejaron al borde de la muerte. Por mucho tiempo, se ha querido ver en este hecho fortuito la trama de una negociación oculta entre Benavides y los fusileros, sin embargo, resulta imposible admitir dicha posibilidad en vista a los nefastos resultados que este incidente trajo para su vida. 
Abandonado a su suerte junto al cadáver de su hermano, Benavides sólo pudo reaccionar para vendar sus heridas y llegar moribundo a la casa de unos campesinos, quienes creyéndole víctima de un asalto, le proporcionaron los primeros auxilios y lo condujeron prontamente hasta la capital. Una vez allí, logró reunirse finalmente con su mujer y algunos amigos, todos los cuales se dedicaron a cuidar de él, ocultándolo de la justicia durante su recuperaración, permitiéndole luego regularizar su situación en el país.
Sus importantes contactos terminaron intercediendo ante José de San Martín, que finalmente le concede un nuevo y último indulto a cambio de su reinserción en el ejército patriota. Básicamente, se esperaba que actuase como espía al interior del comando realista y como enlace de las partidas de desertores que iban quedando al sur de La Frontera. En aquel mismo momento, la ciudad de Concepción estaba siendo completamente evacuada rumbo a Los Ángeles, bajo el mando del coronel Juan Francisco Sánchez, en lo que sería uno de los últimos movimientos del otrora victorioso ejército del Rey.
El 2 de octubre de 1820 Benavides asumió como Intendente interino de Concepción, dejando el cargo antes de acabar el año.

## La gestación del caudillo
Bajo las órdenes del argentino Antonio González Balcarce, comandante de la Segunda campaña al sur de Chile, Benavides se dirigió a continuar la guerra en el sur, destacándose en la toma de la Isla de La laja y otros puntos aledaños, hasta ese momento controlados por los realistas. Es a partir de este lento avance hacia La Frontera cuando Benavides rompe su situación pactada con San Martín, reintegrándose al ejército realista en el preciso momento en el que Sánchez dejaba la región rumbo a Valdivia, dejándolo al mando de la población civil y una pequeña partida de 50 hombres, con los cuales se pretendía hacer frente al ejército patriota.
Ciertamente, no resulta fácil comprender las motivaciones que llevaron a Benavides a esta última acción, no obstante, se cree que tanto los ánimos de venganza, como las posibilidades de elevar su posición militar lo convencieron de asumir esta difícil tarea. Al respecto, conviene citar un breve extracto de una carta dirigida a su amigo y compañero de armas, José María Zapata, quien en ese momento se hallaba preparando refuerzos entre los pehuenches cordilleranos:

"Mi estimado amigo: Hace poco tiempo logré llegar al Ejército, después de los innumerables trabajos que he pasado durante mi prisión con los insurgentes, además de cuando me sacaron de noche para pasarme por las armas, escapé por obra de milagro, con el pescuezo casi cortado, que hasta ahora me hallo algo envarado, son en vano los esfuerzos de los enemigos cuando Dios se opone a sus designios, como ha pasado por mí en sus acontecimientos".

A partir de entonces, Benavides quedaría al mando de la guerrilla realista de la frontera, mediante la cual reforzó las posiciones españolas a fin de retardar a toda costa el avance patriota, tanto al interior del país como hacia el Virreinato del Perú, destino hacia donde se preparaba la inminente Expedición Libertadora. Rápidamente reunió unos 1700 hombres a los que se sumaron miles de lanzas, dirigidas por los caciques Mariluán, Maguin (wenteches o arribanos), Chuica (pehuenches) y Catrileo (de Huillío).
De esta forma, se da inicio a la llamada Guerra a muerte (1819-1824), episodio violento y sanguinario de esta guerra, caracterizado por la devastación sistemática de La Frontera y el mantenimiento de una guerra de guerrillas, cuyo único objetivo era la destrucción total del adversario.
Durante los tres primeros años de la guerra en el sur, Benavides se posiciona rápidamente como el líder indiscutido de las fuerzas realistas, llegando a poner en jaque a las autoridades chilenas, fundamentalmente por la ineficiencia de estas últimas, las que pese a poseer un ejército de línea y una organización central, no lograron coordinar una estrategia conjunta frente a la guerrilla realista, ésta a su vez carente de especialización militar y de una infraestructura logística que le permitiese retomar el control del país.
Benavides llegó a contar con una fuerza de 3000 hombres muy poco disciplinados hacía finales de 1819 con los que organizó varias montoneras a su mando.

## La Guerra a Muerte

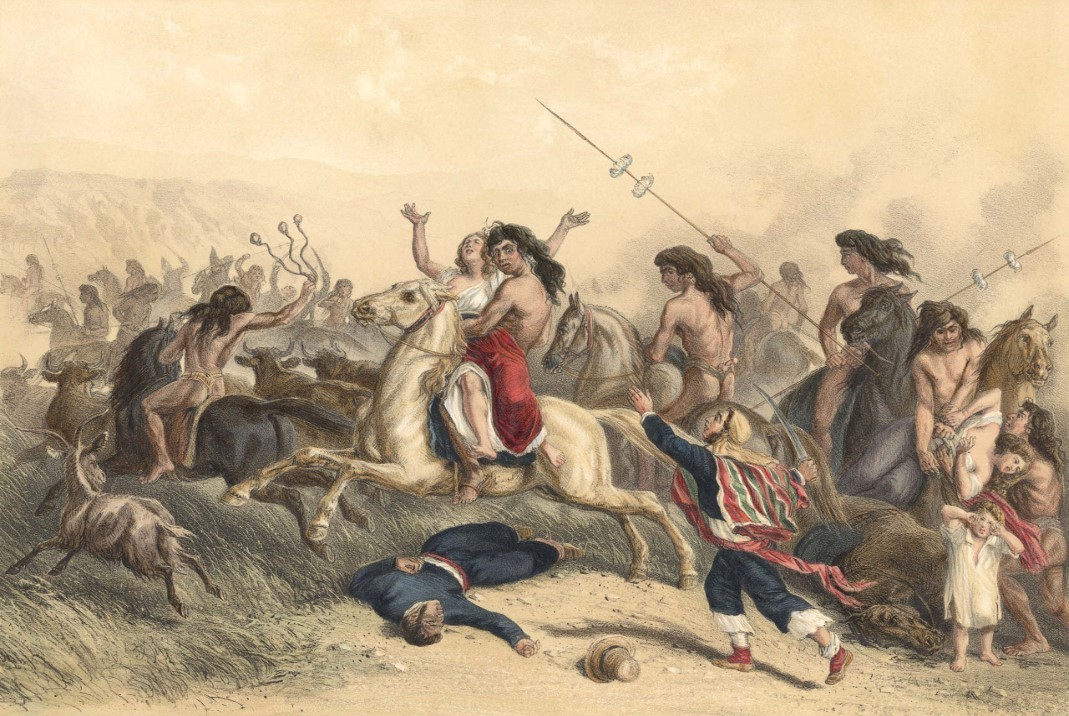
El malón de Mauricio Rugendas.

Se produce entonces una paridad de fuerzas, frente a la cual se suceden una serie de batallas que invariablemente arrebataron la victoria a uno y otro bando. La insuficiencia militar de la hueste realista se vio compensada, en parte, por las comunicaciones que logró entablar Benavides con el Virrey Joaquín de la Pezuela, quien le confiriere el grado de teniente coronel y la autoridad para otorgar nuevos grados a su improvisado ejército fronterizo. Así, su fuerza se vio reforzada por inexpertos pero constantes contingentes de milicias, asentadas sobre la base de una alianza con algunas confederaciones mapuche, la férrea organización y la administración de las poblaciones emigradas, así como a por el abundante botín capturado en sus incursiones y correrías, las que ya en 1821 se entablaban en el plano del corso y la piratería.
Por su parte, la deserción patriota se hacía cada vez más recurrente, al igual que el desabastecimiento y la descoordinación de sus líderes. Es precisamente bajo estas condiciones, cuando se produce la violenta arremetida realista de mediados de 1820, destinada no sólo a aniquilar las fuerzas patriotas, sino a avanzar sobre la misma capital santiaguina, diezmada en aquel momento por la pobreza y la inseguridad que dejaban la inestabilidad política y los escollos de la famosa expedición al Perú.
A partir de mayo de 1820, Benavides pudo arrasar fácilmente con el indemne poblado de Talcahuano, y cuatro meses más tarde, su lugarteniente, Juan Manuel Picó, eliminaba de una forma atroz a las fuerzas patriotas de La Frontera (batalla del Pangal, 22 de septiembre de 1820); sin duda un preludio de lo que sería la horrible jornada de Tarpellanca (26-28 de septiembre), la que marca el cenit de las campañas realistas en el seno de la post-independencia chilena. Por esas fechas las fuerzas de ambos comandantes realistas sumaban cerca de 6.000 hombres. En comparación las fuerzas republicanas se componían de 10 000 regulares y unos 30 000 milicianos.

## La quimera

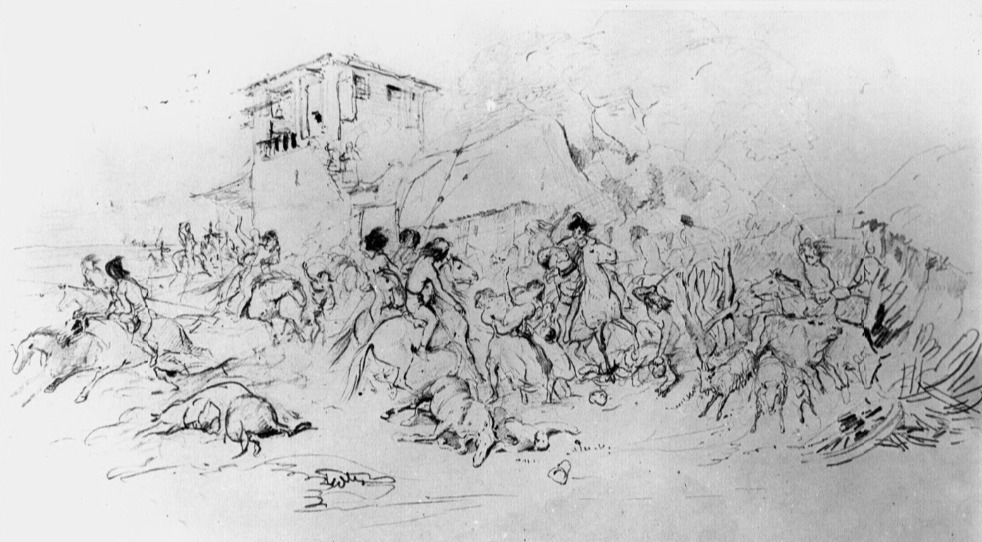
Ataque de los indios araucanos a un fuerte chileno por Maurico Rugendas.

A partir de entonces, Concepción vuelve a manos de los realistas (2 de octubre de 1820). En su mejor momento Benavides logró unificar bajo su mando las fuerzas de varios guerrilleros realistas, gracias a su victorias muchos prefirieron quedar bajó su mando, por lo que al momento de tomar Concepción sus fuerzas alcanzaban los 1.751 tropas regulares y 2.400 milicianos. A partir de entonces las continuas derrotas menguaran sus fuerzas y credibilidad.
El comandante patriota, Ramón Freire, abandona la ciudad y se retira a la inexpugnable plaza de Talcahuano, lugar desde donde resiste por casi dos meses. Finalmente, el destino terminará siendo favorable a este último, no así a Benavides, quien pese a todos los logros obtenidos, no fue capaz de contener la situación, siendo ampliamente derrotado en dos combates sucesivos, en las vegas de Talcahuano y en la alameda de Concepción (25 y 27 de noviembre). La ciudad fue recuperada por los patriotas y la hueste de Benavides se repliega desperdigadamente a territorio araucano.
El último intento de Benavides para rebajar la defensa chilena de la provincia se ve frenado por la llegada del coronel José Joaquín Prieto a la ciudad de Chillán el 12 de diciembre, que lo derrota definitivamente en la campaña del año siguiente. Tras perder la ciudad las fuerzas sobrevivientes de Benavides escaparon a Arauco. Ahí lanzó varios ataques contra las regiones cercanas además de mantener actividades corsarias en la costa, capturando el bergantín Ocean que traía 15.000 fusiles, sables, carabinas y municiones al Virrey del Perú, con tales armas era capaz de armar más de 4.000 hombres aunque solo logró reunir unos 2500.

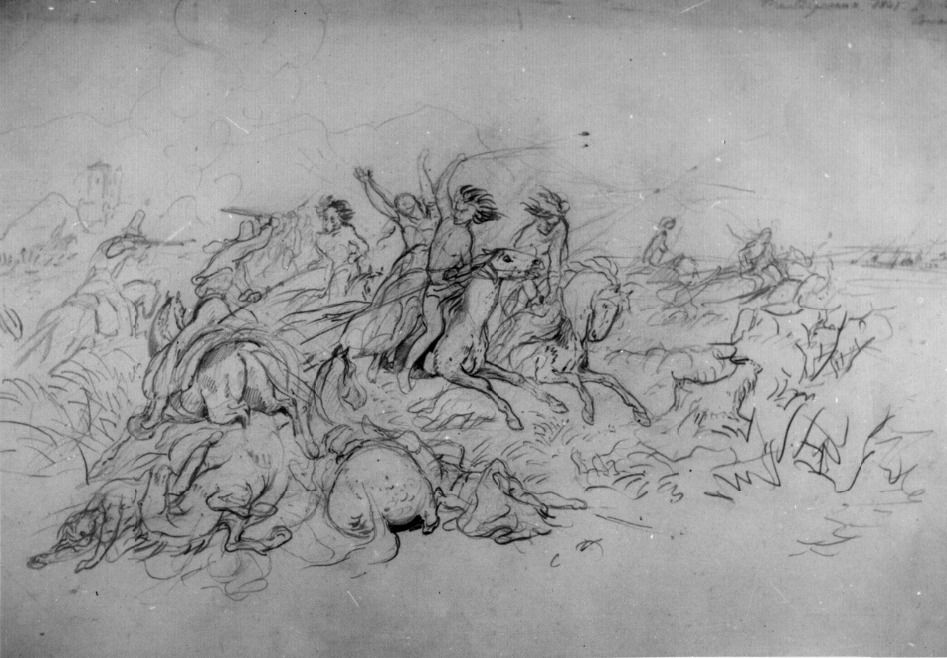
El ataque de los indios a un puesto chileno, dibujo de Mauricio Rugendas.

Luego de una serie de escaramuzas y estratagemas que terminan en el encuentro de las Vegas de Saldías (9 y 10 de octubre de 1821), en la cual la hueste de Benavides fue completamente aniquilada.
Los intentos posteriores por restablecer una línea de guerrillas fueron absolutamente deshechos, ya no tanto por las armas de los patriotas, sino por las propias rivalidades entre los caudillos realistas. Estos provocan la marginación de Benavides bajo una oleada de conspiraciones, deserciones y espionajes, donde definitivamente reaparece el fantasma de las rivalidades entre peninsulares y criollos, junto con la solapada infiltración de agentes patriotas ocultos en el seno de la oficialidad española.
Bajo estas circunstancias, Benavides entabla comunicaciones con Prieto en la búsqueda de una transacción lisa y llana a su situación material y la de su familia. La inseguridad y la discordia generada en torno a su persona le hacen finalmente abandonar la región, embarcándose junto a un grupo de cercanos rumbo al Perú, sin tener cuenta clara del objetivo del viaje ni la viabilidad del mismo. Tampoco contaban con los recursos necesarios para emprender una travesía de esas magnitudes, pese a lo cual consiguen armar una pequeña embarcación con la que logran llegar hasta la altura de Topocalma. Allí deciden descender para aprovisionarse de agua y alimentos; no obstante, son delatados a los lugareños por uno de los tripulantes, a instancias de nueva conspiración contra Benavides, esta vez gestada al interior mismo de la barcaza.

## El fin de la aventura

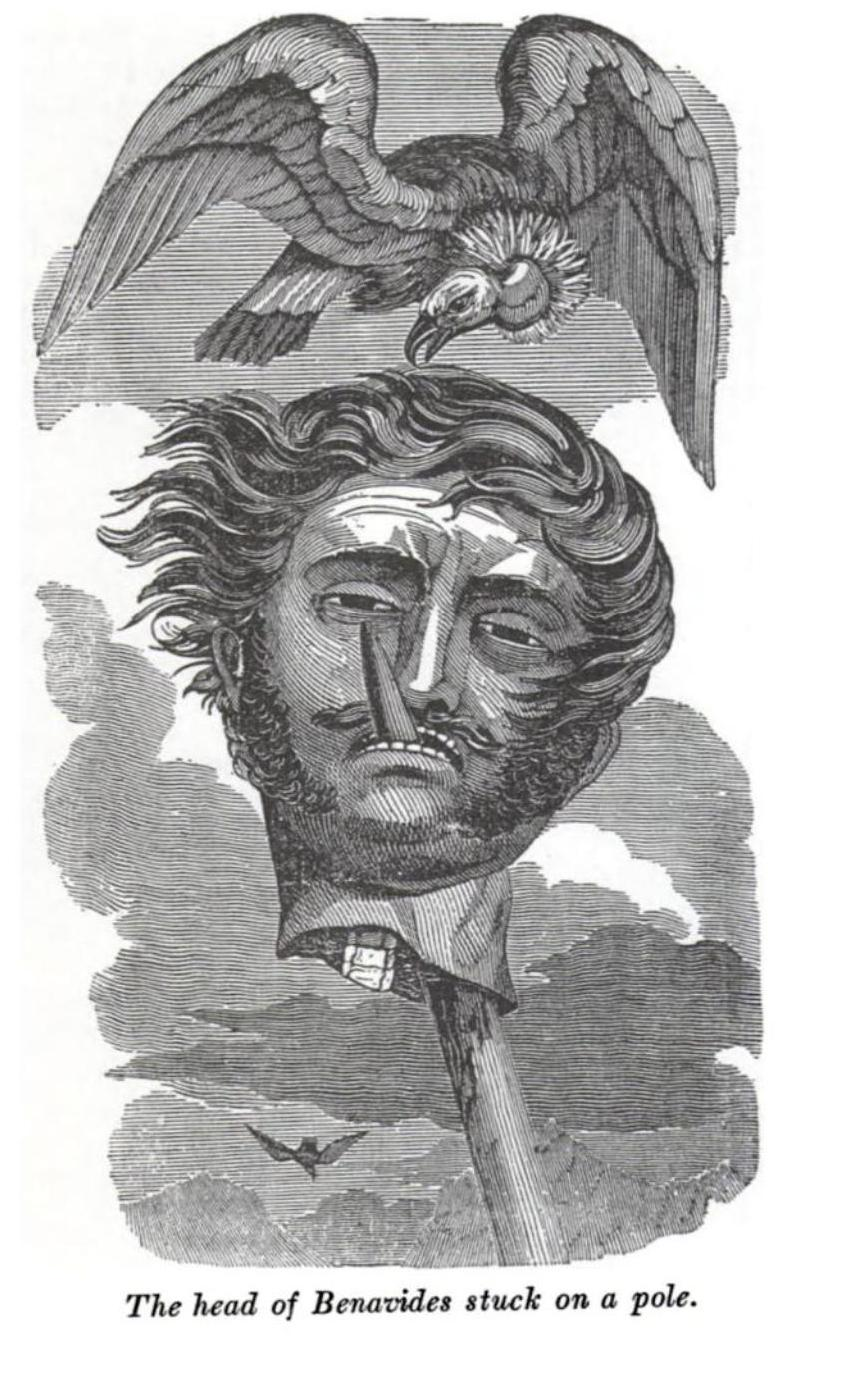
La cabeza de Benavides ensartada en un poste.

Rápidamente, las autoridades locales dispusieron el apresamiento de toda la tripulación, siendo cautelosamente conducidos a Santiago, donde llegaron el 13 de febrero de 1822. Ese día Benavides entraba por la alameda de la ciudad, rumbo a la cárcel pública, sufriendo vejatorias humillaciones por parte del pueblo y la oficialidad. A continuación, le sería seguido un breve juicio, en el cual fue condenado a la pena máxima, mientras que sus acompañantes fueron reducidos a penas de prisión y otras penas aflictivas.
El sábado 23 de febrero, y después de ser nuevamente vejado, Benavides fue finalmente ahorcado en la Plaza de Armas de Santiago de la capital, tras lo cual su cuerpo fue mutilado, conducidas su cabeza, manos y piernas a las ciudades del sur, mientras que el resto fue incinerado en el Llano de Portales, un recinto militar, para eterno tormento del imputado, quien terminaba así su larga carrera de aventuras.
Tras su derrota y posterior captura y ejecución los sobrevivientes de sus fuerzas dejaron su carácter de guerrilleros realistas para pasar a ser simplemente el de bandoleros, en particular el del clan de los Pincheira quienes se fundaron un pueblo de 6.000 personas en Neuquén (en territorio pehuenche) desde donde lanzaron sus ataques con un ejército de casi mil hombres en la región entre los ríos Cachapoal y Biobío. Al momento de la derrota de los Pincheira tanto estos como los indígenas habían secuestrado más de 20.000 personas las cuales liberarían al poco tiempo.